# Слатко од снова (музика из филма)
Слатко од снова је албум на ком се налазе песме које је Драгане Мирковић отпевала за потребе филма на енглеском језику, издат је 1994. године.
У филму Драгана пева искључиво поп песме на енглеском. Албум је издат у априлу, након премијере филма, а Драгана је песме отпевала без грешке, да ни странци нису могли да претпоставе да се ради о девојци из Србије. Албум је јако редак јер је објављен у само 1.000 примерака. Овај албум је и последњи у каријери којег је Драгана објавила за Зам.

## Списак песама
1. Дај ми мало наде
(Д. Иванковић - Danny J. - Д. Иванковић)
2. Changes
(Д. Иванковић - Danny J - Д. Иванковић)
3. Ембарго
(Р. Амадеус - Р.А. - З. Радетић)
4. Слатко од снова
(В. Стефановски)
5. Red Ferrari
(Д. Иванковић - Danny J. - Д. Иванковић)
6. Бруно X
(Р. Амадеус - Р.А. - З. Радетић)
7. Elvis is Here
(В. Стефановски)
8. Riding Through the Fire
(Д. Иванковић - Danny J. - Д. Иванковић)
9. Baby, Don′t You Know
(Д. Иванковић - Danny J. - Д. Иванковић)
10. Give a Little Sunshine
(Д. Иванковић - Danny J. - Д. Иванковић)